# ملک‌کلا
ملک‌کلا، روستایی از توابع بخش مرکزی شهرستان قائم‌شهر در استان مازندران ایران است.

## جمعیت
این روستا در علی‌آباد قرار داشته و براساس آخرین سرشماری مرکز آمار ایران که در سال ۱۳۸۵ صورت گرفته، جمعیت آن ۲۵۲۵نفر (۶۶۲خانوار) بوده‌است.